# Technische Universität Wien

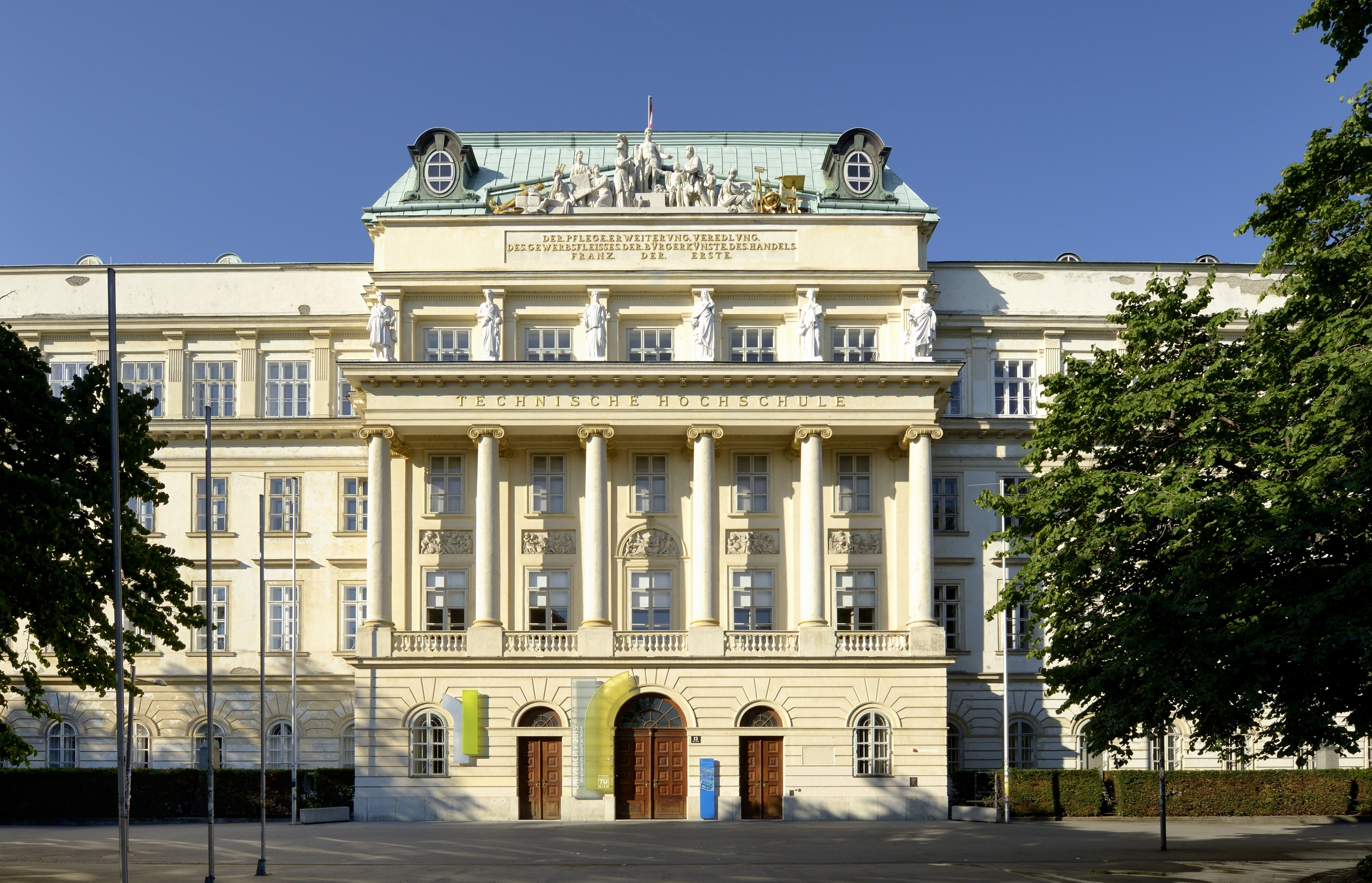
Hauptgebäude am Karlsplatz

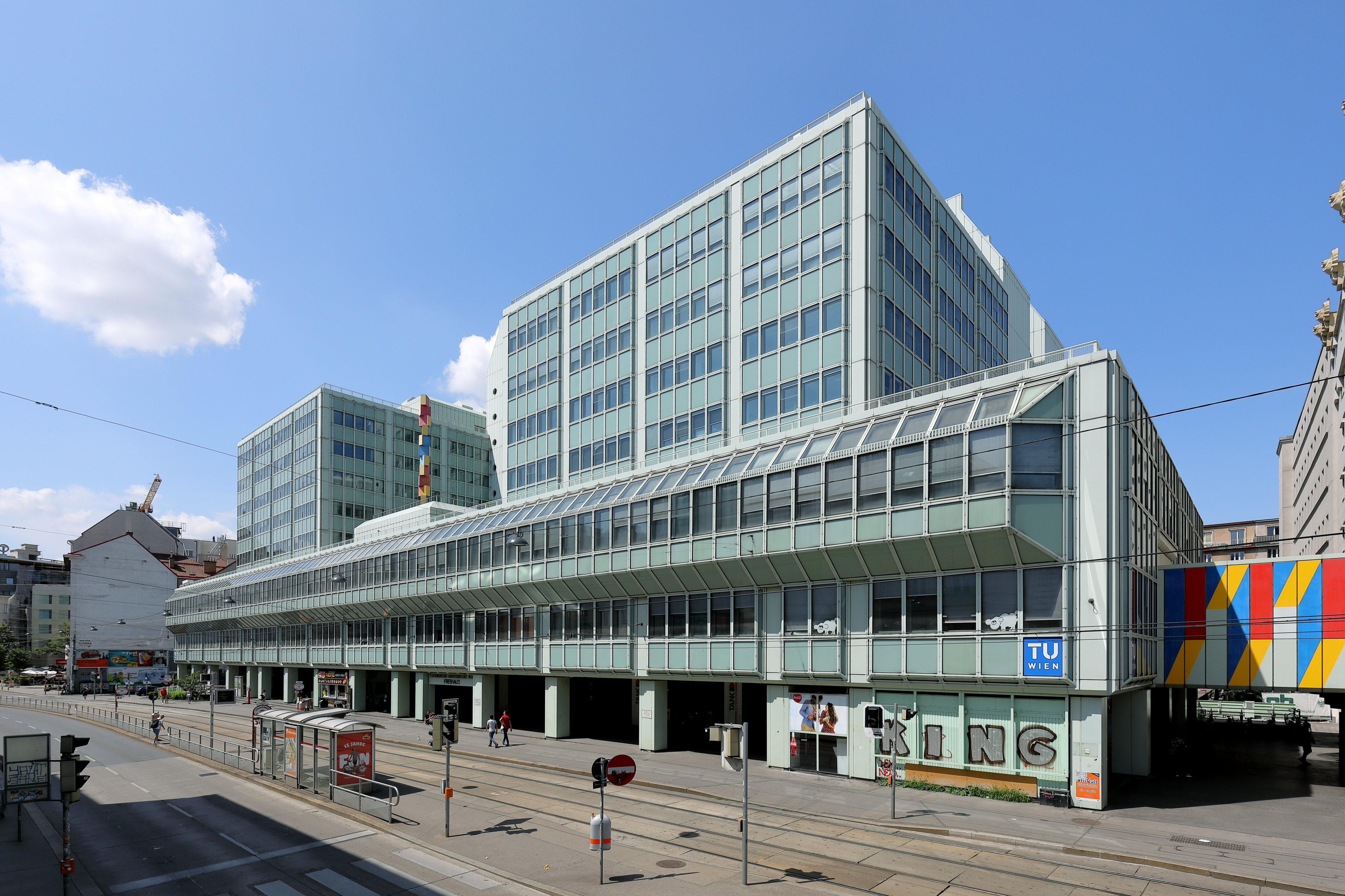
Das Institutsgebäude „Freihaus“
(in den 1980er Jahren bezogen)

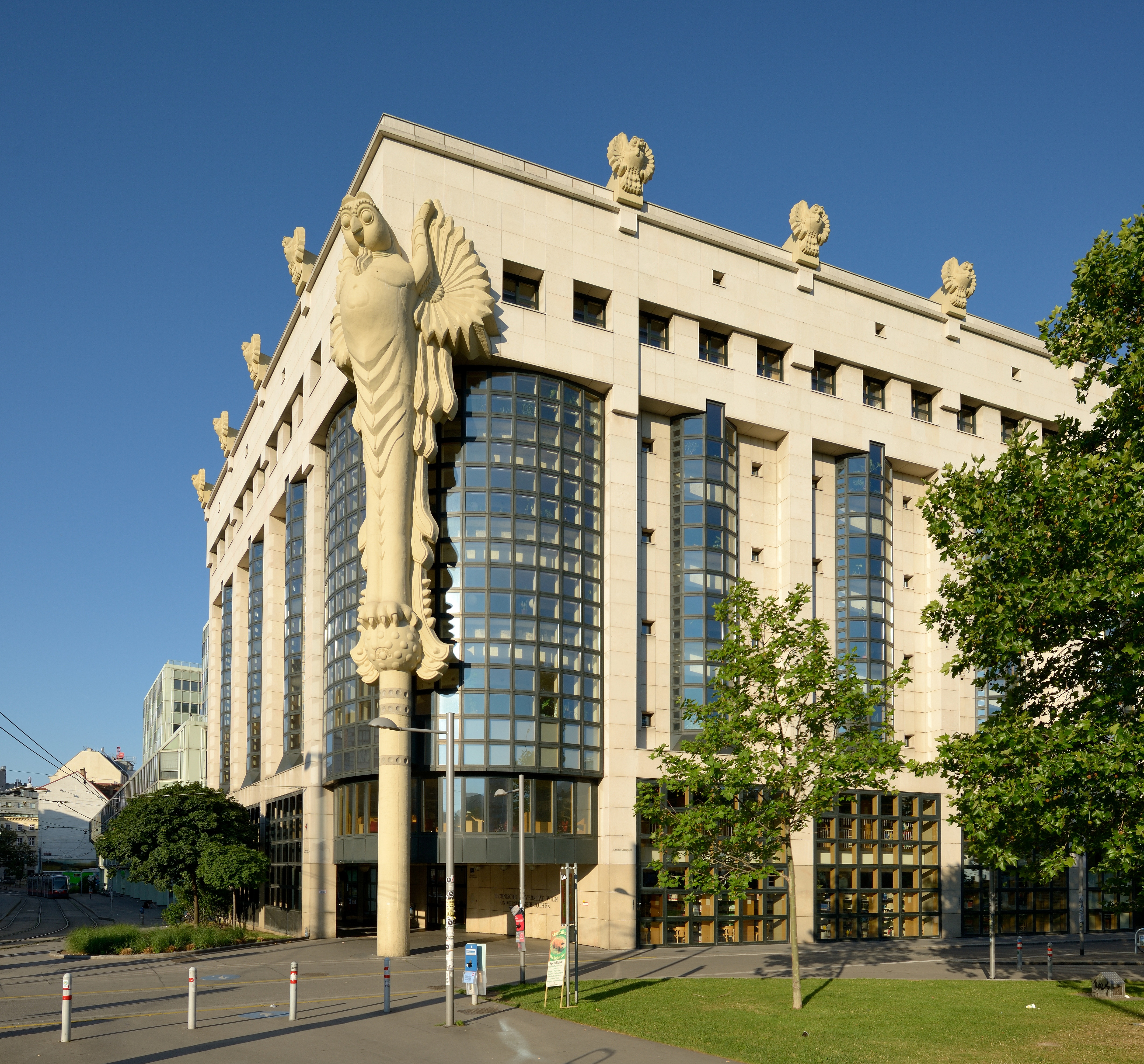
TU Wien Bibliothek (1987 eröffnet)

Die Technische Universität Wien (kurz TU Wien) ist Österreichs größte naturwissenschaftlich-technische Forschungs- und Bildungseinrichtung und bildet mit der TU Graz und der MU Leoben den Verbund Austrian Universities of Technology (TU Austria) mit mehr als 42.000 Studenten, 460 Millionen Euro Bilanzsumme und 8.800 Mitarbeitern.

## Geschichte
Die heutige Technische Universität wurde 1815 als k.k. Polytechnisches Institut von Kaiser Franz I. von Österreich mit dem Ziel gegründet, Ingenieure für das Militär, Bergbau- und Bauingenieure auszubilden. Erster Direktor war Johann Joseph von Prechtl. Am 6. November 1815 wurde das k.k. Polytechnische Institut feierlich eröffnet, am folgenden Tag die Vorlesungen aufgenommen. 47 Studenten wurden von drei der geplanten acht Professoren unterrichtet. Die Grundsteinlegung für das Gebäude am Karlsplatz erfolgte am 14. Oktober 1816. Im Herbst 1818 konnte das Institut in das nach dem Entwurf von Joseph Schemerl von Leythenbach errichtete neue Gebäude übersiedeln. 1872 wurde das Polytechnische Institut in die Technische Hochschule umgewandelt. 1901 wurde der Hochschule das Promotionsrecht verliehen. Ab 1919 durften Frauen inskribieren. 1975 wurde die Technische Hochschule in Technische Universität umbenannt.
Ab der Mitte der 1970er Jahre wurde auf den ehemaligen Freihausgründen (Wiedner Hauptstraße 8–10) nach Plänen der Architekten Alexander Marchart und Roland Moebius das Institutsgebäude „Freihaus“ errichtet. Die Dachgleiche fand 1979 statt, jedoch der Bezug verschob sich, weil „Nachplanungen“ und Behördenauflagen umfangreiche Änderungen verursachten. Im Anschluss wurde das unmittelbar nördlich situierte Bibliotheksgebäude der TU Wien (Wiedner Hauptstraße 6) nach Plänen der Architekten Justus Dahinden, Reinhard Gieselmann, Alexander Marchart sowie Roland Moebius errichtet und 1987 eröffnet.
Mit dem Inkrafttreten des Universitätsgesetzes 2002 (UG 2002) erlangte die TU Wien die Vollrechtsfähigkeit. Sie wird seither von einem Rektor und vier Vizerektoren gemeinsam mit dem neu geschaffenen Universitätsrat geleitet. Die Satzung der Universität und den Wahlvorschlag für den Rektor erstellt der Senat.

## Gliederung
Die TU Wien gliedert sich in acht Fakultäten sowie zahlreiche Dienstleistungseinrichtungen.
- Fakultät für Architektur und Raumplanung
- Fakultät für Bau- und Umweltingenieurwesen
- Fakultät für Elektrotechnik und Informationstechnik
- Fakultät für Informatik
- Fakultät für Maschinenwesen und Betriebswissenschaften
- Fakultät für Mathematik und Geoinformation
- Fakultät für Physik
- Fakultät für Technische Chemie

Bis Ende 2003 waren die Fakultäten für Informatik, Mathematik und Geoinformation, Physik und Technische Chemie in der Technisch-Naturwissenschaftlichen Fakultät (TNF) – von 2001 bis 2003 als Fakultät für Technische Naturwissenschaften und Informatik (TNI) – vereinigt.

## Lehre

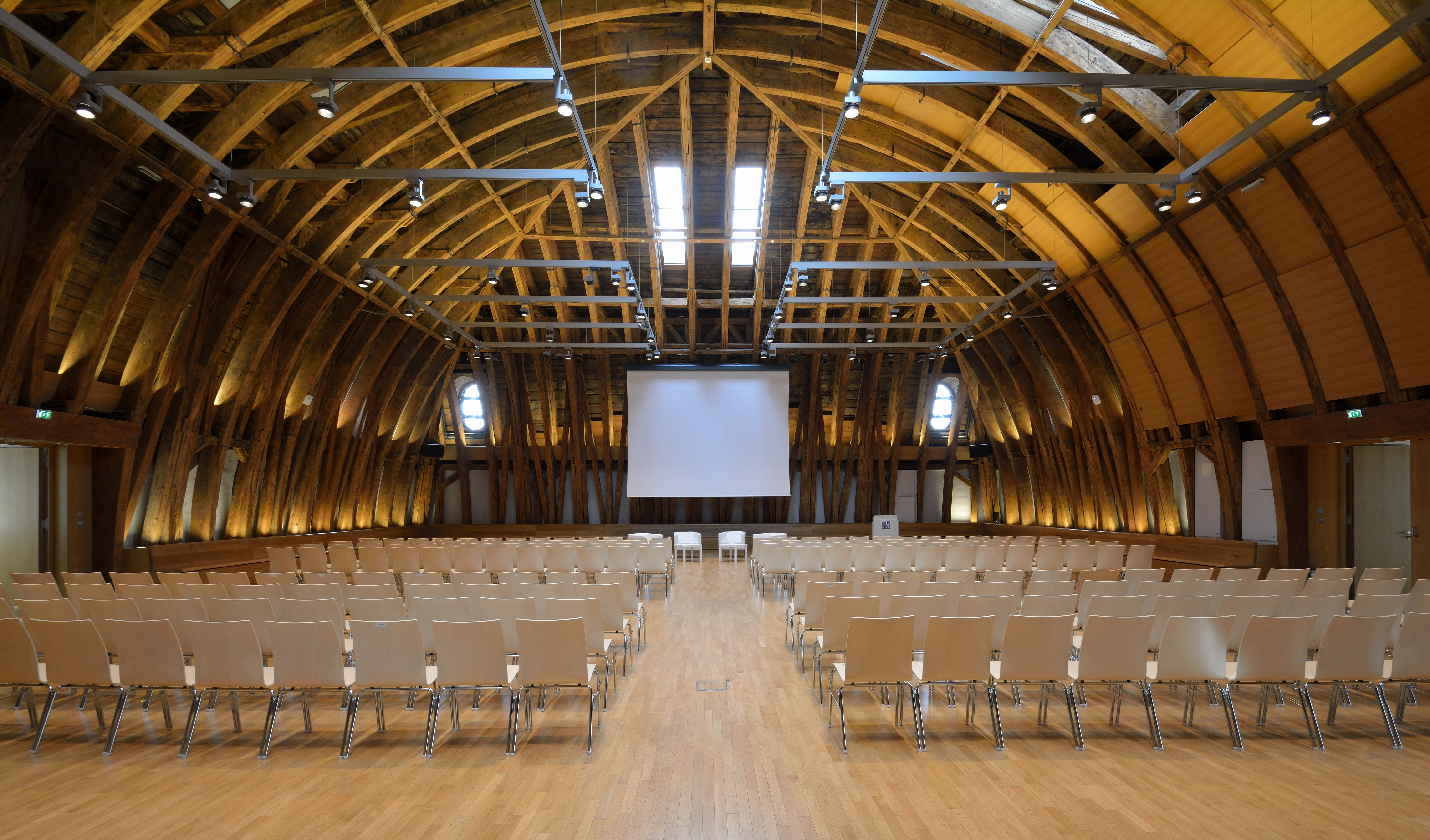
Der Kuppelsaal wird seit dem Umbau 2009 für Veranstaltungen und als Hörsaal genutzt

Das Studienangebot umfasst 53 Studiengänge (18 Bachelor-, 31 Master-, ein Lehramts- und drei Doktoratsstudien). Seit dem Wintersemester 2006 werden alle Studien, mit Ausnahme des verbleibenden Lehramtsstudiums, entsprechend der europaweit gültigen Bologna-Architektur im Bachelor-Master-System angeboten. Im April 2012 wurde beschlossen, ab dem Wintersemester 2012/13, vier der fünf angebotenen Lehramtsstudien zu streichen.
Darüber hinaus bietet die TU Wien einige Weiterbildungs-Lehrgänge an:
- MBA-Programme: General Management MBA (FIBAA-Akkreditierung); Professional MBA Automotive Industry (FIBAA-Akkreditierung); Professional MBA Entrepreneurship & Innovation (FIBAA-Akkreditierung); Professional MBA Facility-Management (FIBAA- & CEPI-Akkreditierung);
- MSc-Programme: Economics; Engineering Management; Environmental Technology & International Affairs; Immobilienmanagement & Bewertung (RICS- & CEPI-Akkreditierung); Renewable Energy Systems;
- MEng-Programme: Membrane Lightweight Structures; Nachhaltiges Bauen;
- TU College: Immobilienwirtschaft & Liegenschaftsmanagement (CEPI-Akkreditierung); Nachhaltiges Bauen; Industrial Engineering (TU-WIFI-College); Energy-College (TU-WIFI-College); zahlreiche Spezialseminare

### Zulassungsbeschränkungen
An der TU Wien gibt es derzeit Zulassungsbeschränkungen für Informatik-Studien. Mit Wintersemester 2013/14 hätte es in den Studienfeldern Architektur und Raumplanung sowie Informatik nach Wunsch des damaligen Bundesministeriums für Wissenschaft und Forschung (BMWF) Zugangsregelungen geben sollen. Die vom Ministerium festgelegte Mindestzahl anzubietender Studienplätze war jedoch zu hoch und nicht an den realen Kapazitäten ausgerichtet. Deshalb hatte das Rektorat entschieden, keine Aufnahmeverfahren durchzuführen. Die Entscheidung bedeutete, dass die TU Wien weiterhin unbeschränkten Zugang zu allen Studien gewährte, nicht jedoch über unbeschränkte Plätze verfügte. 2016 wurden Aufnahmeverfahren für Informatik-Studien eingeführt und die Zahl der Studienplätze auf 581 pro Studienjahr beschränkt.

## Standorte

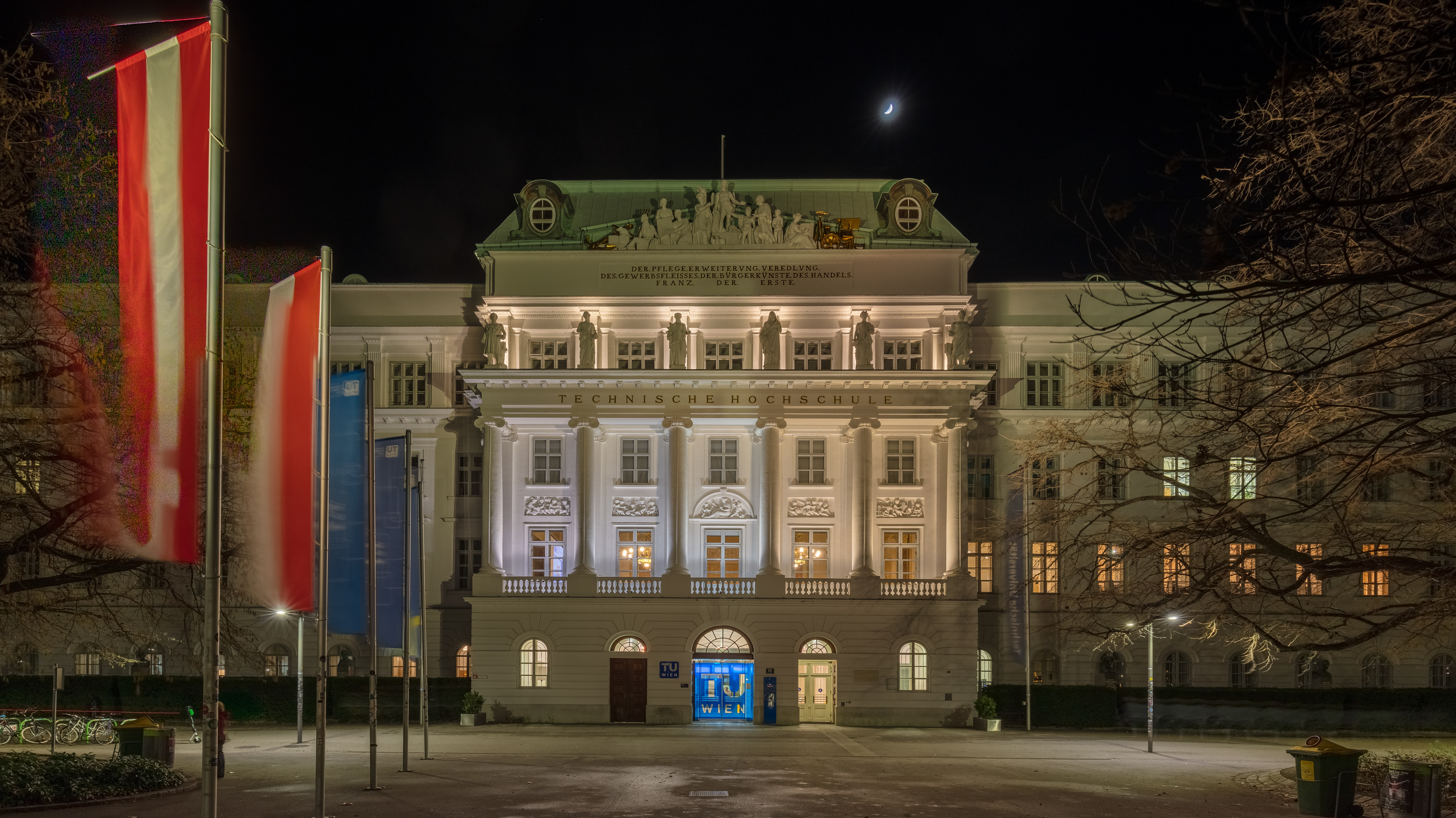
Hauptgebäude in der Nacht

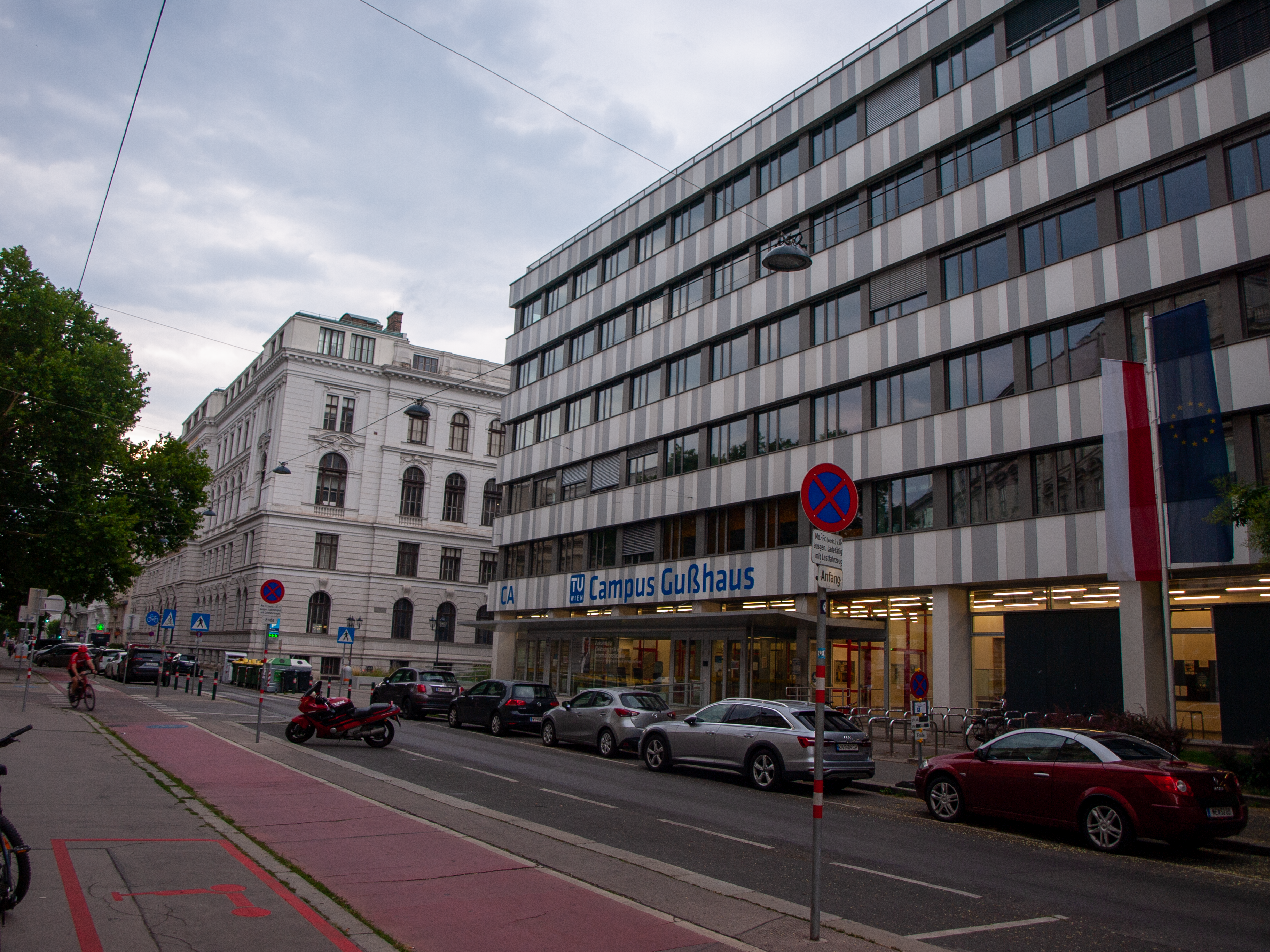
Campus Gußhaus

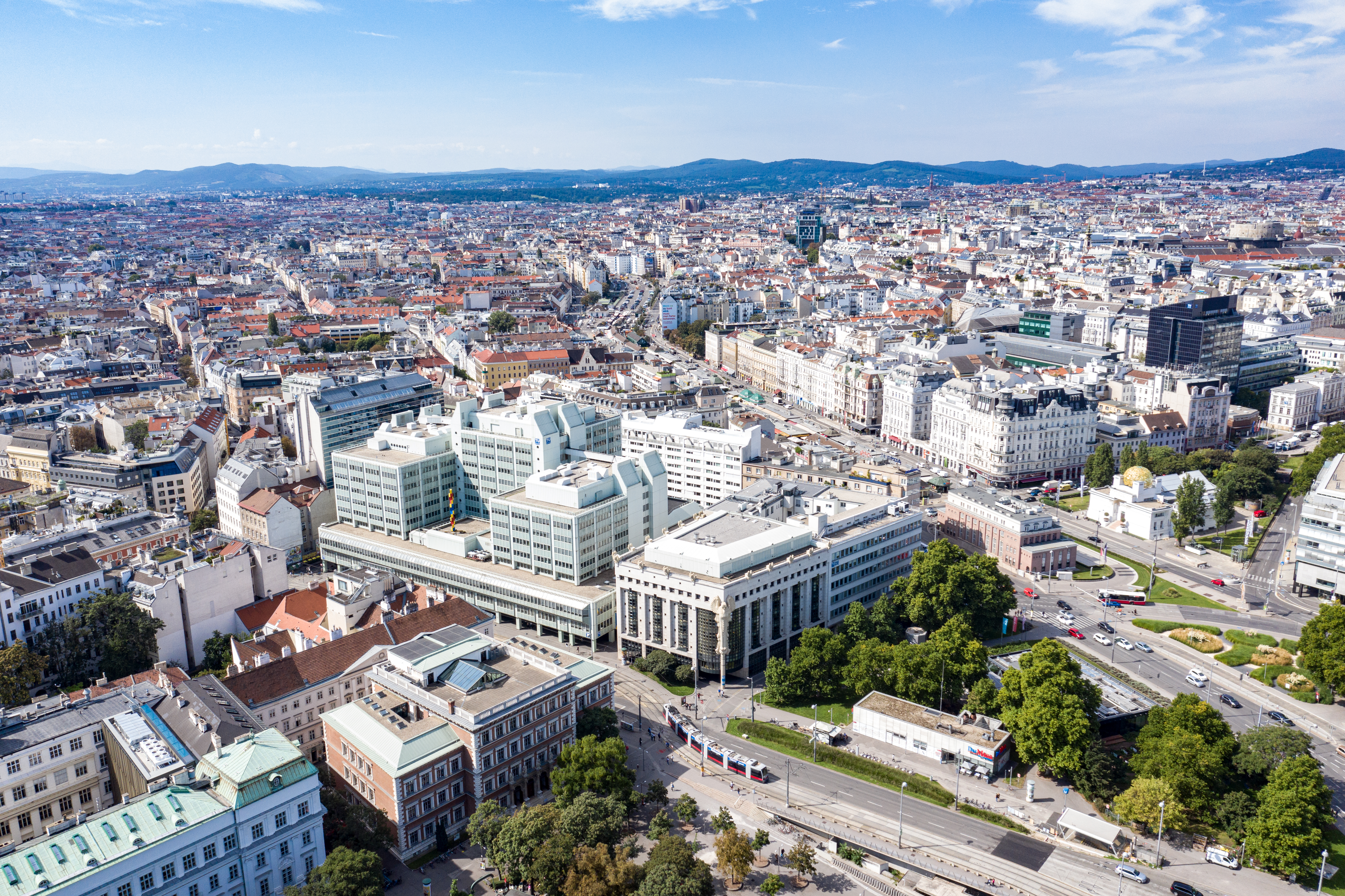
Blick über die TU Wien, Sept. 2020

Die meisten Gebäude der TU Wien befinden sich im Stadtzentrum am Karlsplatz, im 4. Wiener Gemeindebezirk, in der Nachbarschaft vieler bedeutender Kulturdenkmäler (Karlskirche, Wien Museum, Musikverein, Künstlerhaus, Secession).
Anfang 2006 wurde über einen Standortwechsel innerhalb Wiens nach Aspern und einen damit verbundenen Neubau als geschlossene Campusuniversität diskutiert. Im Juni entschied sich jedoch das Rektorat nach einer ausführlichen Debatte mit dem Personal und den Studenten für eine Verdichtung am bestehenden Standort im 4. Wiener Gemeindebezirk anstatt einer Umsiedelung.
Die vier großen Standorte sind:
- Karlsplatz: Im historischen Hauptgebäude sind die Institute der Architektur, der Raumplanung (zukünftig) sowie des Bauingenieurwesens aber auch ein Großteil der Verwaltung untergebracht.[16]
- Getreidemarkt: Seit dem Ersten Weltkrieg befinden sich hier die Institute für Chemie und Maschinenbau der TU Wien; siehe auch Geniedirektionsgebäude. Umfangreiche Bau- und Renovierungsarbeiten haben diesem Standort in den letzten Jahren ein grundlegend neues Gesicht gegeben.[17] Zentrales Element dieser Erneuerung ist das Plusenergiebürohochhaus.[18]
- Gußhaus: Im Bereich der Gußhaus- und Favoritenstraße befinden sich Institute der Elektrotechnik und Informationstechnik sowie der Informatik. Die wichtigsten Gebäude sind das Alte Elektrotechnische Institut in der Gußhausstraße 25 sowie das Neue Elektrotechnische Institut an der Ecke Favoritenstraße/Gußhausstraße.[19] Der Großteil der Institute der Informatik befindet sich in der Favoritenstraße 9–11.[20]
- Freihaus: Der Standort Freihaus beherbergt schwerpunktmäßig die Institute der Technischen Physik und der Technischen Mathematik, aber auch die Bibliothek.[21]

Weitere Standorte sind:
- Atominstitut

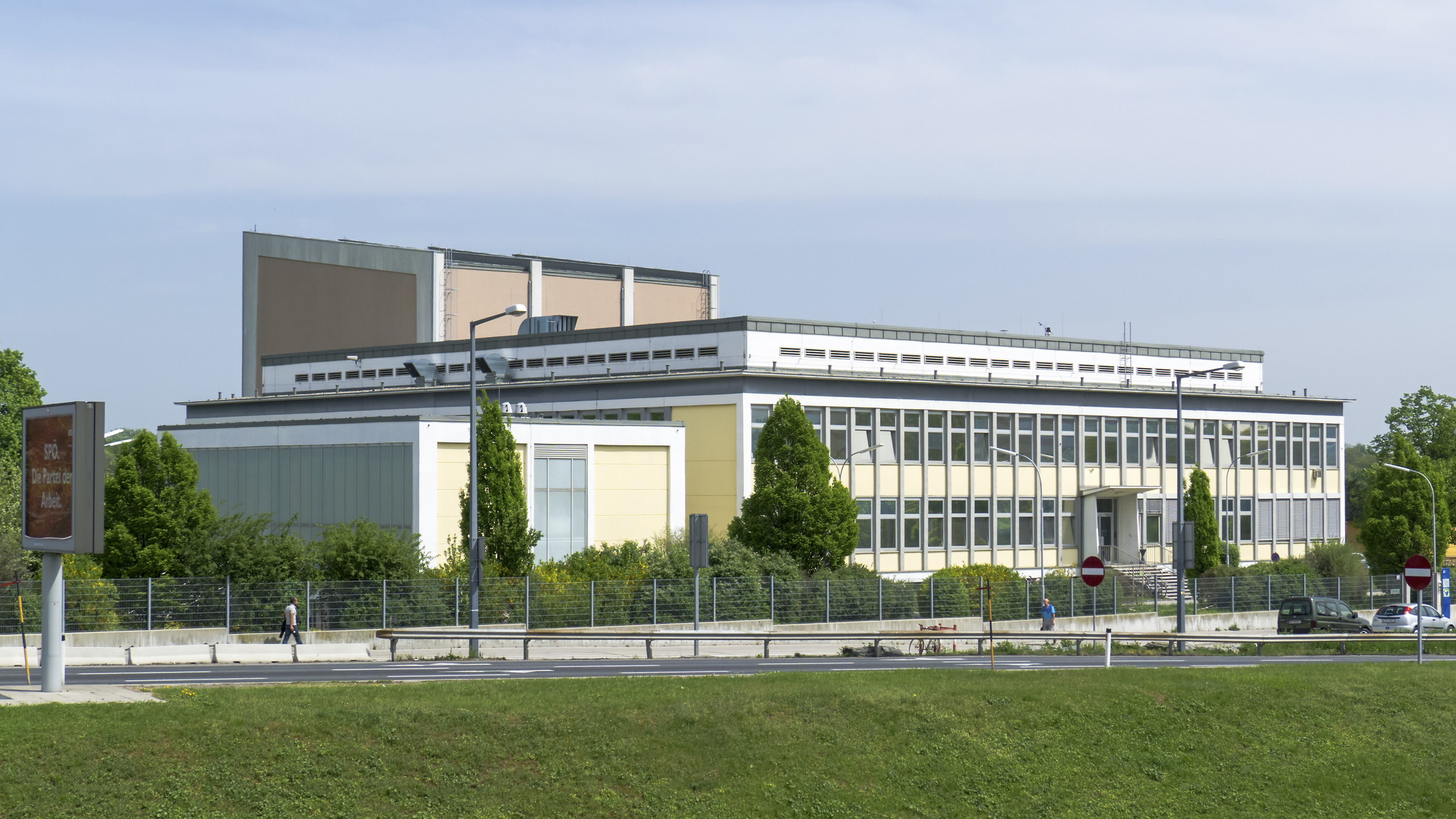
Atominstitut in der Stadionallee

- Science Center: Am Arsenal entsteht derzeit ein Großlaborstandort mit Speziallabors des Maschinenbaus und Hochleistungsrechnern (Vienna Scientific Cluster).[22]
- Aspanggründe (Wasserbaulabor, Inst. f. Baustofflehre, Bauphysik und Brandschutz)
- Universitätszentrum Althanstraße: Ab dem Wintersemester 2016 haben das Departement für Raumplanung sowie alle dazugehörigen Fachbereiche vorübergehend für mehrere Semester ihren Standort im Universitätszentrum Althanstraße.

Im Dezember 2024 wurde bekanntgegeben, dass die TU einen Standort am geplanten Bildungscampus in Hainburg erhalten soll.

## Kooperationen, Beteiligungen
2010 wurde von der TU Wien gemeinsam mit der Technischen Universität Graz sowie der Montanuniversität Leoben der Verein „TU Austria“ gegründet. Diese Kooperation repräsentierte 43.000 Studenten, 440 Millionen Euro Bilanzsumme und 8.600 Mitarbeiter. Stand April 2021: 43.800 Studierende, 5300 Graduierte pro Jahr und 10.200 Mitarbeiter.
- Wissenschaftlicher Partner des Polymer Competence Center Leoben
- Gesellschaftsanteil (5 %) am Materials Center Leoben

Die TU Wien ist Mitglied der österreichischen Plattform Industrie 4.0. Vertreter der TU Wien bringen sich dort unter anderem zum Thema Normung ein. Seit 2017 betreibt die TU Wien auch eine Pilotfabrik zu Industrie 4.0 in der Seestadt Aspern, die produzierende Unternehmen bei digitalen Themen unterstützen soll.

## Persönlichkeiten und Alumni
- Liste der Rektoren der Technischen Universität Wien
- Liste der Ehrendoktoren der Technischen Universität Wien
- Liste der Ehrensenatoren der Technischen Universität Wien
- Liste der Ehrenbürger der Technischen Universität Wien

### Nobelpreisträger
- Ferenc Krausz (* 1962), arbeitete 1987–2004 an der TU Wien, Nobelpreis für Physik 2023
- Anton Zeilinger (* 1945), arbeitete 1983–1990 an der TU Wien, Nobelpreis für Physik 2022
- Richard Zsigmondy (1865–1929), studierte 1883–1885 an der TU Wien, Nobelpreisträger für Chemie 1925

### Weitere bedeutende Persönlichkeiten
- Josef Maria Auchentaller (1865–1949), österreichischer Maler, Zeichner und Grafiker
- Alexander Emil Anton Bauer (1836–1921), österreichischer Chemiker
- Alfred Berroth (1892–1978), deutscher Geodät
- Fatih Birol (* 1958), türkischer Wirtschaftswissenschaftler und IEA-Vorsitzender
- Ottó Titusz Bláthy (1860–1939), ungarischer Maschinenbauingenieur
- Herbert Boeckl (1894–1966), österreichischer Maler
- Markus Braun (* 1969), österreichischer Tech-Investor und Unternehmer
- Ingela Bruner-Newton (1952–2014), schwedisch-österreichische Wissenschaftlerin, 2007–2009 Rektorin der Universität für Bodenkultur
- Arthur Casagrande (1902–1981), österreichischer Bodenmechaniker, Geotechniker und Bauingenieur
- Peter Cerwenka (1942–2020), österreichischer Verkehrswissenschaftler
- Hermann Czech (* 1936), österreichischer Architekt
- Herbert Demel (* 1953), österreichischer Manager
- Helmut Draxler (* 1950), österreichischer Manager
- Ulrike Diebold (* 1961), österreichische Physikerin
- Christian Doppler (1803–1853), österreichischer Physiker
- Constantin von Economo (1876–1931), österreichischer Psychiater und Neurologe griechischer Abstammung
- Josef Maria Eder (1855–1944), österreichischer Fotochemiker
- Leopold Eidlitz (1823–1908), österreichischer Architekt.
- Friedrich Ignaz von Emperger (1862–1942), österreichischer Bauingenieur
- Wilhelm Eitner (1843–1921), österreichischer Chemiker
- Christine Ertel (1953–2015), deutsche Bauforscherin
- Gustav Feichtinger (* 1940), österreichischer Wirtschaftsmathematiker (Operations Research)
- Ferdinand Fellner d. J. (1847–1916), österreichischer Architekt
- Ernst Fiala (* 1928), österreichischer Automobilkonstrukteur
- Heinz von Foerster (1911–2002), österreichischer Physiker
- Josef Frank (1885–1967), österreichisch-schwedischer Architekt
- Roland Gareis (* 1948), österreichischer Ökonom
- Adolph Giesl-Gieslingen (1903–1992), österreichischer Ingenieur
- Karl Gölsdorf (1861–1916), österreichischer Ingenieur und Lokomotiv-Konstrukteur
- Peter M. Gruber (1941–2017), österreichischer Mathematiker
- Hans Hahn (1879–1934), österreichischer Mathematiker und Philosoph, der vor allem für den Satz von Hahn-Banach bekannt ist
- Hans Haider (* 1942), österreichischer Manager
- Edeltraud Hanappi-Egger (* 1964), Rektorin der Wirtschaftsuniversität Wien
- Mathilde Hübner (1884–1970), erste weibliche Hospitantin (1909)
- Gustav Herglotz (1881–1953), deutscher Mathematiker
- Edmund Hlawka (1916–2009), österreichischer Mathematiker
- Erwin Hochmair (* 1940), österreichischer Elektroingenieur und Entwickler des ersten elektronischen Mehrkanal-Cochlea-Implantats
- Ingeborg Hochmair-Desoyer (* 1953), österreichische Elektroingenieurin und Entwicklerin des ersten elektronischen Mehrkanal-Cochlea-Implantats
- Karl Hofmann (1856–1933), Architekt (Stadtbaurat in Worms, Professor an der Technischen Hochschule Darmstadt)
- Rudolf Hruska (1915–1995), österreichischer Automobilkonstrukteur
- Eduard Hütter (1880–1967), österreichischer Architekt und Bühnenbildner
- Rudolf Inzinger (1907–1980), österreichischer Mathematiker
- János Irinyi (1817–1895), ungarischer Chemiker und der Erfinder
- Françoise-Hélène Jourda (1955–2015), französische Architektin und Pionier für das nachhaltige Bauen
- Carl Junker (1827–1882), österreichischer Ingenieur
- Viktor Kaplan (1876–1934), österreichischer Ingenieur
- Anna Kiesenhofer (* 1991), österreichische Radrennfahrerin und Mathematikerin
- Isidor Klimont (1869–1926), österreichischer Chemiker und Hochschullehrer
- Hermann Knoflacher (* 1940), österreichischer Ingenieur und Verkehrswissenschaftler
- Richard Knoller (1869–1926), österreichischer Fahrzeugkonstrukteur und Flugwissenschaftler
- Arthur Koestler (1905–1983), ungarisch-britischer Schriftsteller
- Josef Kozeny (1889–1967), österreichischer Wasserbauingenieur
- Walter Krämer (* 1948), deutscher Ökonom
- Hans A. Krässig (1919–2004), deutscher Chemiker
- Werner Kresser (1919–2008), österreichischer Hydrologe
- Maximilian Kreuzer (1960–2010), österreichischer Physiker
- Alexander von Krobatin (1849–1933), österreichischer Heerführer der Gemeinsamen Armee, k.u.k. Feldmarschall und Kriegsminister von Österreich-Ungarn
- Wolfgang Kummer (1935–2007), österreichischer Physiker
- Fritz Lang (1890–1976), österreichisch-deutsch-US-amerikanischer Schauspieler, Filmregisseur und Drehbuchautor
- Josef Loschmidt (1821–1895), österreichischer Physiker und Chemiker
- Paul Ludwik (1878–1934), österreichischer Wissenschaftler (Werkstofftechnik)
- Herbert Mang (* 1942), österreichischer Ingenieur
- Ferdinand Mannlicher (1848–1904), österreichischer Erfinder und Konstrukteur eines Waffensystems (Repetierer mit Paketladung)
- Johann Marihart (* 1950), österreichischer Manager
- Karl Mayreder (1856–1935), österreichischer Architekt
- Alexander Meißner (1883–1958), deutscher Physiker und Techniker
- Ludwig Mestler (1891–1959), österreichischer Ingenieur und Künstler
- Milutin Milanković (1879–1958), jugoslawischer Astrophysiker
- Richard von Mises (1883–1953), österreichischer Mathematiker
- Leopold Müller-Salzburg (1908–1988), österreichischer Bauingenieur
- Boris Nemšić (* 1957), österreichischer Manager
- Richard Neutra (1892–1970), österreichisch-amerikanischer Architekt
- Josef Neuwirth (1855–1934), österreichischer Kunsthistoriker
- Josef A. Nossek (* 1947), österreichischer Wissenschaftler
- Eduard van der Nüll (1812–1868), österreichischer Architekt, der als einer der bedeutendsten Meister des Historismus der Ringstraßenzeit gilt
- Heinz Oberhummer (1941–2015), österreichischer Physiker und Kabarettist
- Karl Oettinger (1868 oder 1869–1926), österreichischer Chemiker und Hochschullehrer
- Karl Pichelmayer (1868–1914), Elektrotechniker
- Herman Potočnik (1892–1929), Raumfahrtpionier
- Johannes Pötzl (1930–1993), österreichischer Physiker und Elektrotechniker
- Wolf D. Prix (* 1942), österreichischer Architekt
- Julius Raab (1891–1964), österreichischer Politiker und Bundeskanzler der Republik Österreich (1953–1961). Er wurde als „Staatsvertragskanzler“ bekannt
- Roland Rainer (1910–2004), österreichischer Architekt
- Helmut Rauch (1939–2019), österreichischer Physiker
- Ferdinand Redtenbacher (1809–1863), österreichischer Ingenieur
- Johann Rihosek (1869–1956), österreichischer Ingenieur
- Edmund Rumpler (1872–1940), österreichischer Flugzeug- und Automobilkonstrukteur
- Eugen Sänger (1905–1964), österreichischer Ingenieur und Pionier auf dem Gebiet der Luft- und Raumfahrt
- Walter Schachermayer (* 1950), österreichischer Finanzmathematiker
- Friedrich Schey von Koromla (1815–1881), österreichischer Bankier, Großhändler, Großgrundbesitzer und Mäzen
- Jörg Schmiedmayer (* 1960), österreichischer Physiker
- Franz Sedlacek (1891–1945), österreichischer Maler
- Hans Sedlmayr (1896–1984), österreichischer Kunsthistoriker
- Friedrich Setz (1837–1907), österreichischer Beamter und Architekt
- August Sicard von Sicardsburg (1813–1868), österreichischer Architekt
- Camillo Sitte (1843–1903), österreichischer Architekt
- Irfan Škiljan (* 1973), aus Bosnien stammender, inzwischen in Österreich lebender, Programmierer des populären Bildbetrachters IrfanView
- Otto Soyka (1881–1955), österreichischer Schriftsteller
- Hellmuth Stachel (* 1942), österreichischer Mathematiker
- Simon Stampfer (1790–1864), österreichischer Mathematiker, Geodät und Erfinder
- Rudolf Steiner (1861–1925), österreichischer Schriftsteller, Theosoph und Reformpädagoge sowie Begründer der Anthroposophie
- Barbara Stöckl (* 1963), österreichische TV- und Radio-Moderatorin
- Wilhelm Steinitz (1836–1900), österreichisch-amerikanischer Schachmeister aus Böhmen und von 1886 bis 1894 der erste allgemein anerkannte Schachweltmeister
- Josef Strauss (1827–1870), österreichischer Architekt und Komponist
- Eduard Suess (1831–1914), österreichischer Geologe und Politiker des 19. Jahrhunderts und wurde bekannt als Experte für den tektonischen Bau der Alpen
- Josef Szombathy (1853–1943), österreichischer Prähistoriker, der die Grabung leitete, bei der 1908 die Venus von Willendorf gefunden wurde
- Rudolf Taschner (* 1953), österr. Mathematiker, Gründer des math.space
- Nicolae Teclu (1838–1916), österreichischer Chemiker und Architekt
- Luis Trenker (1892–1990), österreichischer Bergsteiger, Schauspieler, Regisseur und Schriftsteller
- Milan Vidmar (1885–1962), slowenischer Elektrotechniker
- Otto Koloman Wagner (1841–1918), österreichischer Architekt, Architekturtheoretiker und Stadtplaner Wiens
- Adalbert von Waltenhofen (1828–1914), österreichischer Physiker und Elektrotechniker
- Antoni Wiwulski (1877–1919), polnisch-litauischer Architekt und Bildhauer
- Hannspeter Winter (1941–2006), österreichischer Physiker
- Karl Wlaschek (1917–2015), österreichischer Unternehmer und Gründer der Handelskette Billa
- Miklós Ybl (1814–1891), ungarischer Architekt und ein bedeutender Vertreter des europäischen Historismus
- Heinz Zemanek (1920–2014), österreichischer Computerpionier
- Franz Ziegler (1937–2016), österreichischer Ingenieur, Universitätsprofessor für Allgemeine Mechanik

## Universitätsrat
In der Funktionsperiode 1. März 2018 bis 28. Februar 2023 setzte sich der Universitätsrat wie folgt zusammen: Veit Sorger (Vorsitzender, bis August 2021), Sabine Herlitschka (stellvertretende Vorsitzende), Johanna Stachel, Barbara Oberhauser, Heribert Nacken, Christof Sommitsch, Marianne Kusejko. Am 21. Oktober 2021 wurde Peter Oswald zum Vorsitzenden gewählt, Veit Sorger schied nach Ablauf seiner zehnjährigen Amtszeit im August 2021 aus dem Universitätsrat aus.
Für die Funktionsperiode 2023 bis 2028 wurde Peter Oswald erneut zum Vorsitzenden gewählt, stellvertretende Vorsitzende wurde Johanna Stachel. Weitere Mitglieder wurden Iris Filzwieser, Martin Gerzabek, Heribert Nacken, Barbara Oberhauser und Andrea Reithmayer.

## TU Wien Academy for Continuing Education (ACE)
Die TU Wien Academy for Continuing Education (ACE) ist die zentrale Institution der TU Wien für postgraduale Weiterbildung. Bereits seit 2005 werden Techniker, Fach- und Führungskräfte sowie Hochschulabsolventen weitergebildet. Das Angebot erstreckt sich über verschiedene Masterprogramme, Universitätslehrgänge sowie Kompaktprogramme in den Bereichen Immobilien, Management, Engineering und Nachhaltigkeit. Seit September 2020 wird die ACE von Wolfgang H. Güttel vom Institut für Managementwissenschaften der TU Wien geleitet.

## Von der TU Wien verliehene Auszeichnungen
- Johann Joseph Ritter von Prechtl-Medaille
- Dr.-Ernst-Fehrer-Preis
- Camillo-Sitte-Preis
- Rudolf-Wurzer-Preis

## Sonstiges
Die Hochschülerinnen- und Hochschülerschaft (HTU) ist die gesetzliche Interessensvertretung der Studierenden an der TU Wien. Sie besteht aus dem Vorsitz, 16 Referaten und dreizehn Studienvertretungen (Fachschaften). Unter dem Hauptgebäude der TU Wien liegen heute noch die Gebeine von Antonio Vivaldi, die auf dem ehemaligen Spitaller Gottesacker vor dem Kärntnertor beigesetzt wurden. Seit 2004 nimmt regelmäßig ein Team der Universität am internationalen IT-Sicherheitsbewerb „International Capture The Flag (iCTF)“ teil.
Im Jahr 2009 verlieh die Universität dem Holocaustleugner Walter Lüftl ein „Goldenes Ingenieurdiplom“ für „besondere wissenschaftliche Verdienste“ und ein „hervorragendes berufliches Wirken“ gemäß der Satzung. Nach Protesten erklärte der damalige Rektor Peter Skalicky, dass die Fakultät für Bauingenieurwesen ausdrücklich zugestimmt habe. Laudator der Veranstaltung am 11. Dezember 2009 in Wien war Andreas Kolbitsch von der Fakultät für Bauingenieurwesen. Eine daraufhin eingesetzte Kommission widerrief später die Verleihung. Im Zusammenhang mit dieser Ehrung verfasste Elfriede Jelinek den Essay Im Reich der Vergangenheit, in dem sie unter anderem schilderte, unter welchen Schwierigkeiten ihr Vater, Friedrich Jelinek, an der TU Wien einen Abschluss erwerben konnte, was sie auf seine Bestimmung als „Halbjude“ (nach Globkes Kriterien) zurückführte. Der damalige Rektor Skalicky bezeichnete die Auszeichnung von Lüftl als eine Anerkennung für ein erfolgreiches Berufsleben. Im Dezember 2009 versprach er eine Untersuchung, die eventuell mit weiteren „Schritten“ verbunden sein könnte. Auf den öffentlich einsehbaren Diskussionsseiten der Universität gab es zu dieser Ehrung eine rege Diskussion.
2011 wurde die TU Wien von der Suchmaschine „Microsoft Academic Search“ unter die besten 100 Einrichtungen im Bereich Informatik gereiht. Im Frühjahr 2012 wurde durch einen Artikel in der Wochenzeitschrift Profil öffentlich bekannt, dass sich die TU Wien in akuten Zahlungsschwierigkeiten befand.
2014 wurde die Fakultät für Informatik der TU Wien von der Suchmaschine „Microsoft Academic Search“ auf Platz 10 in Europa platziert. Für dieses Ranking werden Forschungsleistungen und Anzahl der Zitierungen herangezogen. Im „U.S. NEWS“ Ranking wurde die Informatik an der TU Wien auf Platz 3 der deutschsprachigen Universitäten und im europäischen Vergleich auf Platz 14 gereiht.
Im Jahr 2015 widmeten die Wiener Philharmoniker einen Teil des Programmes ihres Neujahrskonzertes der Technischen Universität Wien anlässlich des 200-Jahr-Jubiläums am 6. November 2015. Im Juni 2018 startete die TU Wien das TU Forum Mathematik (TU ForMath – das Forum Mathematik an der TU Wien), um die Tradition der Vermittlung mathematischen und naturwissenschaftlichen Wissens, die mit der Schließung von math.space Ende 2017 beendet wurde, weiterzuführen und zu entwickeln.
Im Shanghai-Ranking 2018 fanden sich sechs österreichische Universitäten unter den Top 500. Die TU Wien verbesserte sich von den Plätzen 401–500 auf die Gruppe 301–400. Im Oktober 2021 erhielt die TU Wien den Negativpreis Big Brother Award für ihre Online-Prüfungen mit Kameras, die einen Großteil des privaten Zimmers der Studierenden überblicken.